# شتيفان شوستر
شتيفان شوستر (بالألمانية: Stefan Schuster)‏ هو أحيائي فيزيائي ألماني، ولد في 7 نوفمبر 1961.
يعمل منذ عام 2003 كاستاذ للمعلوماتيه الحيويه أو البايوافورماتك في جامعة ينا أو جامعة فريدريش شيلر.